# Brian Cummings
Brian Cummings, född 4 mars 1948, är en amerikansk röstskådespelare som bland annat har medverkat i Bumbibjörnarna, G.I. Joe: A Real American Hero, Timon och Pumbaa, Skönheten och Odjuret och Duck Tales. Han är inte släkt med Jim Cummings.